# Tigertail
Tigertail è un film del 2020 diretto da Alan Yang.
La pellicola è stata coprodotta da Netflix che l'ha distribuita internazionalmente sul suo canale il 10 aprile 2020.
Il titolo, che letteralmente significa "coda di tigre", è la traduzione inglese del taiwanese Huwei, il nome della cittadina di origine del protagonista del film.

## Trama
Pin-Jui perde il padre all'età di un anno e così, la madre, costretta a trovarsi un lavoro in fabbrica, lo lascia dai nonni, in una risaia nelle campagne di Taiwan.
Il bambino fa amicizia con la piccola Yuan che ritrova più tardi a Huwei, quando va a lavorare nella stessa fabbrica della madre. Tra i due ragazzi nasce un amore profondo e sincero ma che entrambi sanno che avrà molte difficoltà per il fatto che lui è molto povero.
Quando il principale della fabbrica propone a Pin-Jui di emigrare negli Stati Uniti, il ragazzo si vede quasi costretto ad accettare, dovendo impegnarsi a sposare Zhenzhen, la figlia di quest'uomo che gli permette di realizzare il suo sogno di emigrare.
Pin-Jui non saluta nemmeno Yuan e parte insieme ad una ragazza che rispetta, ma che non ama. In America la vita agli inizi è molto dura, ma mentre Pin-Jui lavora tutto il giorno, Zhenzhen è confinata in casa, anche perché il marito non le permette di studiare o lavorare, con la prospettiva di doverle far crescere i figli. E i figli arrivano: una bambina prima e un bambino poi, e le cose via via migliorano anche dal punto di vista economico. Pin-Jui avrebbe voluto fare emigrare anche la madre, ma questa non accetterà mai l'invito del figlio.
Con i figli ormai grandi e indipendenti, Zhenzhen decide di lasciare il marito, cui rimprovera di averla sempre tenuta in subordine.
Pin-Jui torna quindi a Taiwan per il funerale della madre e, al ritorno, deve giustificarsi con la figlia per non averla avvertita. Il rapporto con la figlia è sempre stato difficile, ma ora che lei si è lasciata con il marito Eric, avrebbe bisogno di un conforto che lui non sa darle.
Attraverso i social, Pin-Jui rintraccia il suo amore giovanile Yuan e scopre che vive nel Maryland. I due si messaggiano e poi si incontrano a New York. Lei ha una famiglia e si mostra serena e appagata, lui ha invece un matrimonio fallito alle spalle e un rapporto da ricucire con la figlia. Yuan, nel salutarlo, gli suggerirsi di aprirsi con la figlia.
Così Pin-Jui trova la forza per riavvicinare Angela, alla quale per la prima volta racconta di Yuan. Quindi fa un viaggio con la figlia a Taiwan, sulle tracce del suo passato, per permettere alla figlia di conoscere meglio lui e le sue radici.

## Produzione

### Regia
Il regista Yang è americano di origine taiwanese. All'età di sette anni si recò per la prima volta a Taiwan per il funerale del nonno. Vi tornò poi la volta successiva solo 20 anni dopo quando cominciò a capire l'importanza delle sue origini delle quali è ora orgoglioso.